# Igreja de São Salvador (Horta)
A Igreja Matriz do Santíssimo Salvador localiza-se na freguesia da Matriz, na cidade e concelho da Horta, na ilha do Faial, nos Açores.
É bilateralmente anexa ao, outrora, Colégio dos Jesuítas da Horta, formando a maior fachada arquitetónica do arquipélago.
Esta Igreja do Colégio vir-se-ia a transformar na Igreja Matriz da Horta em 30 de Outubro de 1825, por substituição da primitiva igreja (da qual é remanescente a Torre do Relógio) devido ao seu adiantado estado de degradação.
Encontra-se classificada como Imóvel de Interesse Público pela Resolução n.º 41/80, de 11 de Junho.

## História
A sua construção deveu-se à intervenção do padre Luís Lopes, primeiro reitor do Colégio dos Jesuíta de Ponta Delgada que, em 1635, foi forçado por um temporal a aportar ao Faial, quando se dirigia à ilha de São Miguel. O facto vem narrado na obra do padre António Franco publicada em 1720, onde também se regista que o Colégio dos Jesuítas da Horta foi erguido a expensas de Francisco Dutra de Quadros e de sua esposa, Isabel da Silveira.

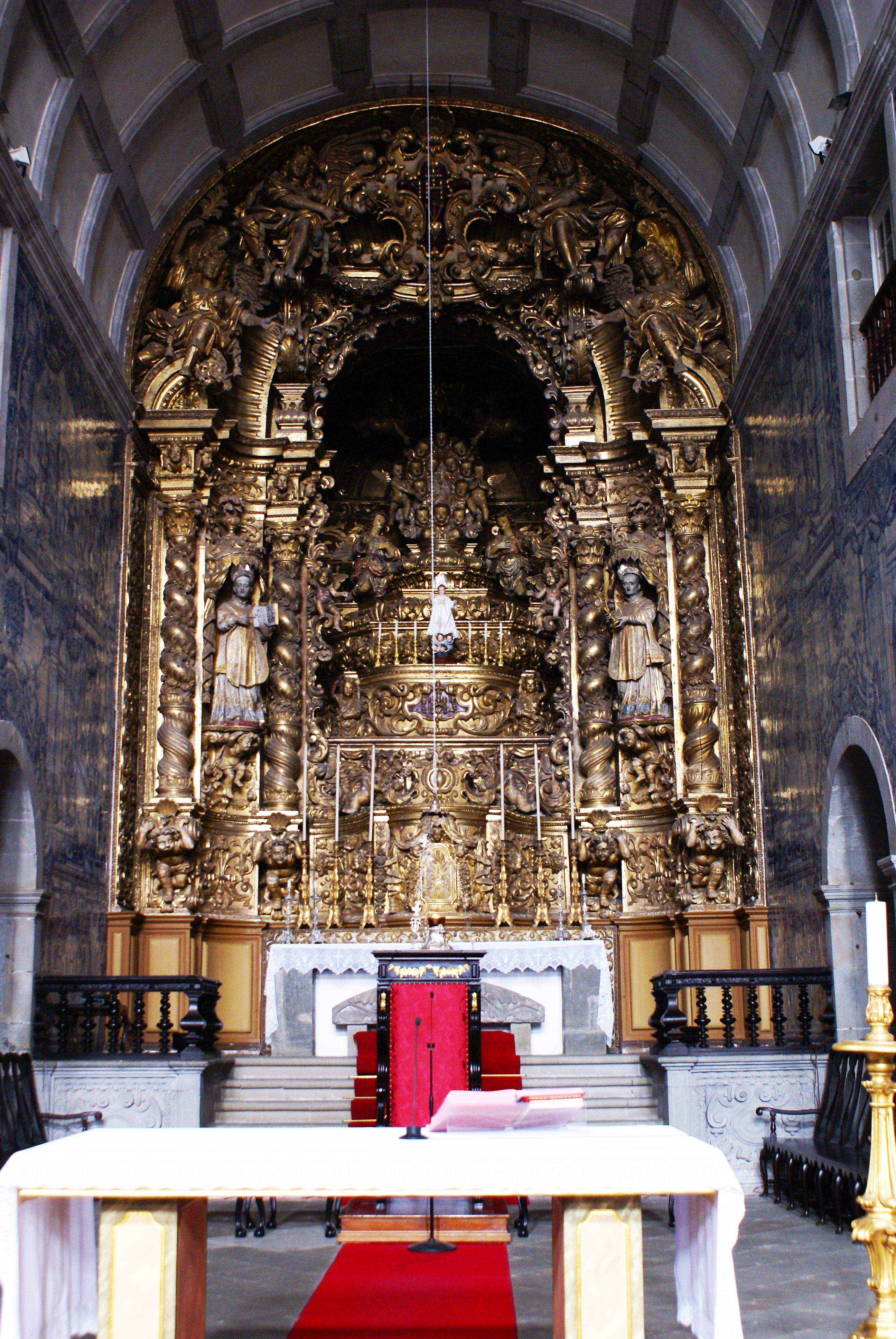
Igreja do Santíssimo Salvador: altar mor.

De acordo com o historiador faialense António Lourenço da Silveira Macedo esta igreja, sob a invocação de São Salvador, começou a ser construída em 1680, dois anos depois de se conseguir a provisão-régia que permitiu a importação de todo o material necessário. As obras do convento começariam apenas em 1719.
No contexto da expulsão dos jesuítas do reino de Portugal (1759), à data da saída destes religiosos do Faial (1 de agosto de 1760) a igreja ainda não estava concluída. Nela já se encontravam, entretanto, a talha dourada do altar-mor, a riquíssima capela da Senhora da Boa Morte, com as suas telas, os painéis de azulejos da capela-mor, a grande lâmpada de prata, e uma parte consistente das restantes capelas, apesar de serem notáveis a falta de diversos elementos.
Constituem também o espólio sumptuoso arcaz de pau-santo na sacristia, a custódia de bronze prateado e a estante de Cantochão giratória do coro de 1742, com finos embutidos de marfim representando passagens do Evangelho oriundas do antigo Convento de São Francisco, o frontal de prata em estilo renascentista do antigo altar do Santíssimo, e diversas outras preciosidades, estando algumas destas peças em exposição no Museu de Arte Sacra da Horta.